# Autoroute A23 (France)
Pour les articles homonymes, voir A23.
L'autoroute A23 est une autoroute française reliant Lesquin à Valenciennes. Elle fait partie du ressort de la Direction interdépartementale des Routes Nord (DIR Nord).
Cette autoroute portait auparavant le numéro C27. La section sud, d'Orchies à Valenciennes, a été réalisée principalement par aménagement sur place de l'ancienne route nationale 49, tandis que la section nord d'Orchies à Lille, ouverte la première, est en tracé neuf.
L'autoroute A23 traverse 17 communes sur 47 km. Elle naît sur l'A27 à Lesquin et aboutit sur l'A2 à La Sentinelle. Elle comprend 9 échangeurs sur son tracé.
Sur son tracé, l'autoroute passe près de l'aéroport de Lille-Lesquin (qu'elle dessert), passe sous la LGV Nord, longe Templeuve-en-Pévèle et Genech, dessert Orchies, passe entre Sars-et-Rosières, Millonfosse et Hasnon, traverse la forêt de Raismes-Saint-Amand-Wallers et longe Valenciennes, avant de se terminer par un échangeur avec l'autoroute A2.

## Son parcours
Section non-concédée gérée par la DIR Nord et gratuite.
- Échangeur entre A27, RN 227 et A23 : Paris, Lille, Calais, (A25), Gand, Tourcoing (A22), Roubaix, Villeneuve-d'Ascq (demi-échangeur)
  -  Limitation à 90 km/h  2 × 3 voies
- 1 Lesquin à 2 km : Lesquin, Aéroport de Lille
  -  Limitation à 130 km/h  2 × 2 voies
  -  Aire de service de Genech Ouest (sens Lille-Valenciennes)
- 2 Orchies à 16,5 km : Orchies, Douai, Tournai, Lens, Seclin, Somain
- 3 L'Alène d'Or à 25,5 km : Saint-Amand-les-Eaux, Rosult, Marchiennes
  -  Aire de repos de la Scarpe (dans les deux sens)
- 4 Hasnon à 34 km : Hasnon, Wallers, Denain, Saint-Amand-les-Eaux
- 5 Saint-Amand-Les-Eaux à 37 km : Saint-Amand-les-Eaux, Tournai (pas de sortie depuis Lesquin (trois-quarts échangeur))
- 6 Raismes à 38 km : Raismes
- 7 Petite-Forêt à 41 km : Petite-Forêt, centre commercial, Raismes, Beuvrages, Wallers
  -  Limitation à 110 km/h.
  -  Limitation à 90 km/h.
  -  Aire de service de Petite-Forêt (sens Valenciennes-Lille)
- 11 Valenciennes - Nord à 44 km : Valenciennes - Saint-Waast, Anzin
- 12 La Sentinelle à 46 km : Valenciennes - Le Vignoble, La Sentinelle, Trith-Saint-Léger (en sortie seulement dans chaque sens (demi-échangeur))
- Échangeur entre A2 et A23 à 47 km : Valenciennes - centre, Paris (A1), Cambrai, Denain, Liège, Maubeuge, Bruxelles

## Lieux sensibles
- Échangeur entre A27 et A23 : très chargé à l'arrivée sur Lille le matin et le soir.
- 2 Orchies à 20 km : très chargée dans la sortie d'autoroute en heure de pointe le matin dans le sens Valenciennes → Lille, et le soir dans le sens Lille → Valenciennes, la file pouvant se prolonger sur la voie de droite en deçà de la voie de décélération
- 11 Valenciennes-Nord à 44 km : virage à droite prononcé sur l'autoroute, d'autant plus serré dans la sortie. Un radar automatique est installé à l'entrée du virage, où la vitesse est limitée à 90 km/h, et la bretelle de sortie est limitée en vitesse à 50 km/h.